# Nagra
Nagra – seria magnetofonów opracowanych przez firmę Stefana Kudelskiego, szwajcarskiego wynalazcy pochodzenia polskiego w Cheseaux-sur-Lausanne w Szwajcarii. Nazwa serii (i kilku firm z „Grupy Kudelski”) – „Nagra” – wywodzi się od polskiego czasownika „nagrać”.

## Technologia

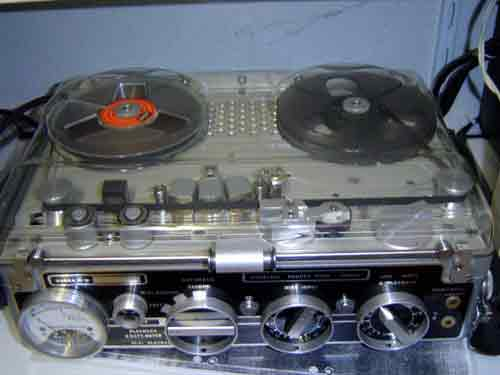
Nagra III

Pierwszy egzemplarz swego magnetofonu S. Kudelski opracował w roku 1951 jeszcze jako student fizyki w EPFL. Rok później, pokazany na The First International Amateur Recording Contest, magnetofon ten otrzymał pierwszą nagrodę. W następnych latach Kudelski stale dopracowywał swoją konstrukcję. Model Nagra III, całkowicie oparty na tranzystorach, stał się technologiczną rewelacją i urządzeniem powszechnie używanym przez reporterów radiowych i telewizyjnych, wykorzystywanym także w przemyśle filmowym.
Choć szpulowy magnetofon Nagra został opracowany jeszcze przed erą magnetofonów kasetowych, to stał się niezawodnym urządzeniem przenośnym o zasilaniu akumulatorowym.
Przyczyną sukcesu była między innymi niezwykła trwałość tego urządzenia, precyzja wykonania, niezawodność oraz stabilna prędkość przesuwu taśmy magnetofonowej osiągnięta dzięki nowatorskiej technologii nagrania tonu pilotowego równolegle z nagrywanym dźwiękiem. Ton pilotowy nagrywany był pośrodku szerokości taśmy, ale ze szczególną dbałością, aby nie pojawił się on – na zasadzie przesłuchu – w nagraniu. Dzięki użyciu wysoce stabilnych generatorów, których częstotliwość porównywana była na bieżąco z nagranym tonem pilotowym, magnetofon S. Kudelskiego mógł również na bieżąco reagować na wahania prędkości odtwarzania i natychmiast je kompensować. Technologia ta, w połączeniu z innymi nowatorskimi rozwiązaniami pozwoliła w znacznym stopniu wyeliminować wady, którymi obarczone były produkty innych firm.

## Modele

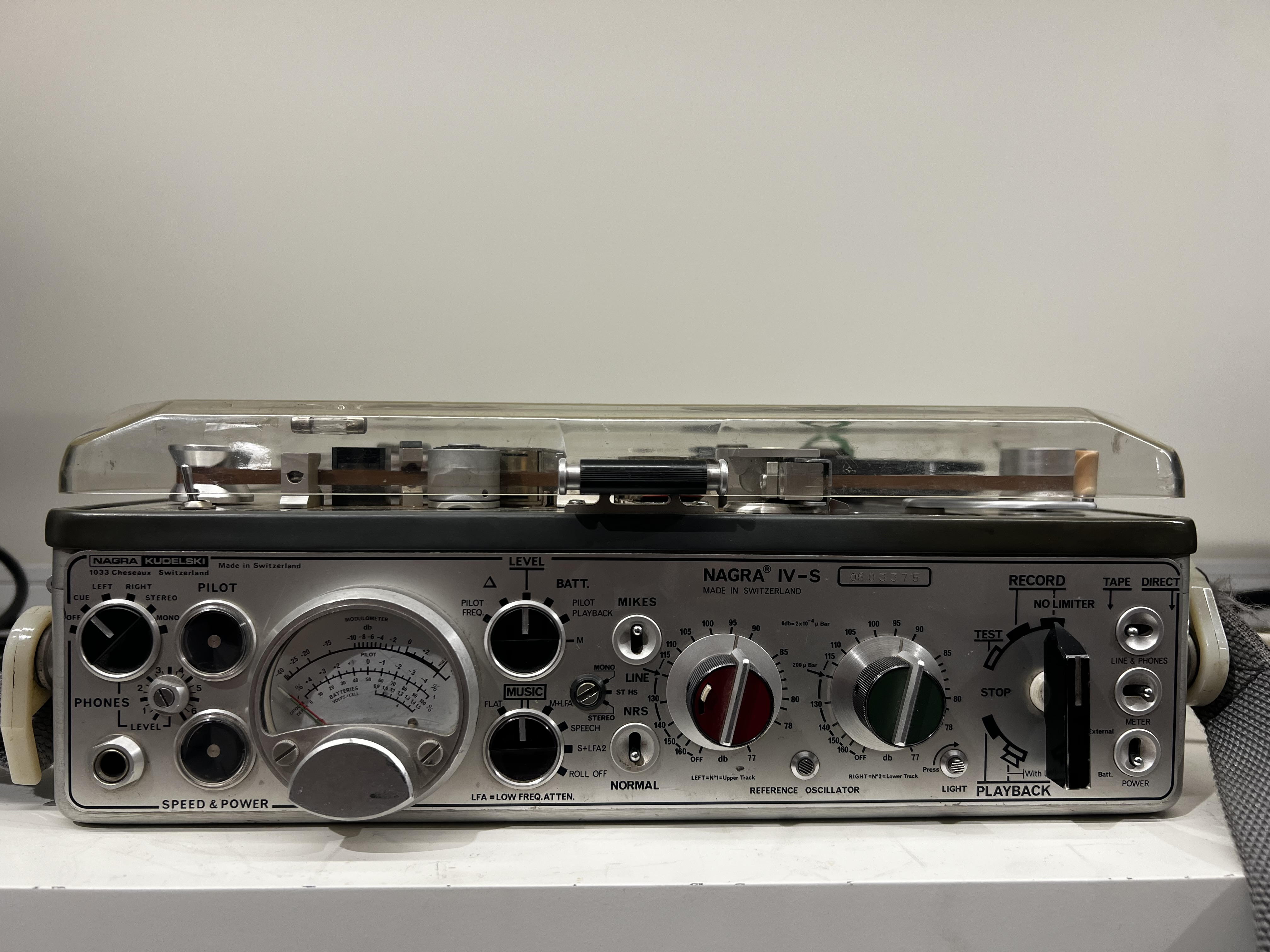
Nagra IV-S - na wystawie w Centrum Edukacji Medialnej w Kielcach

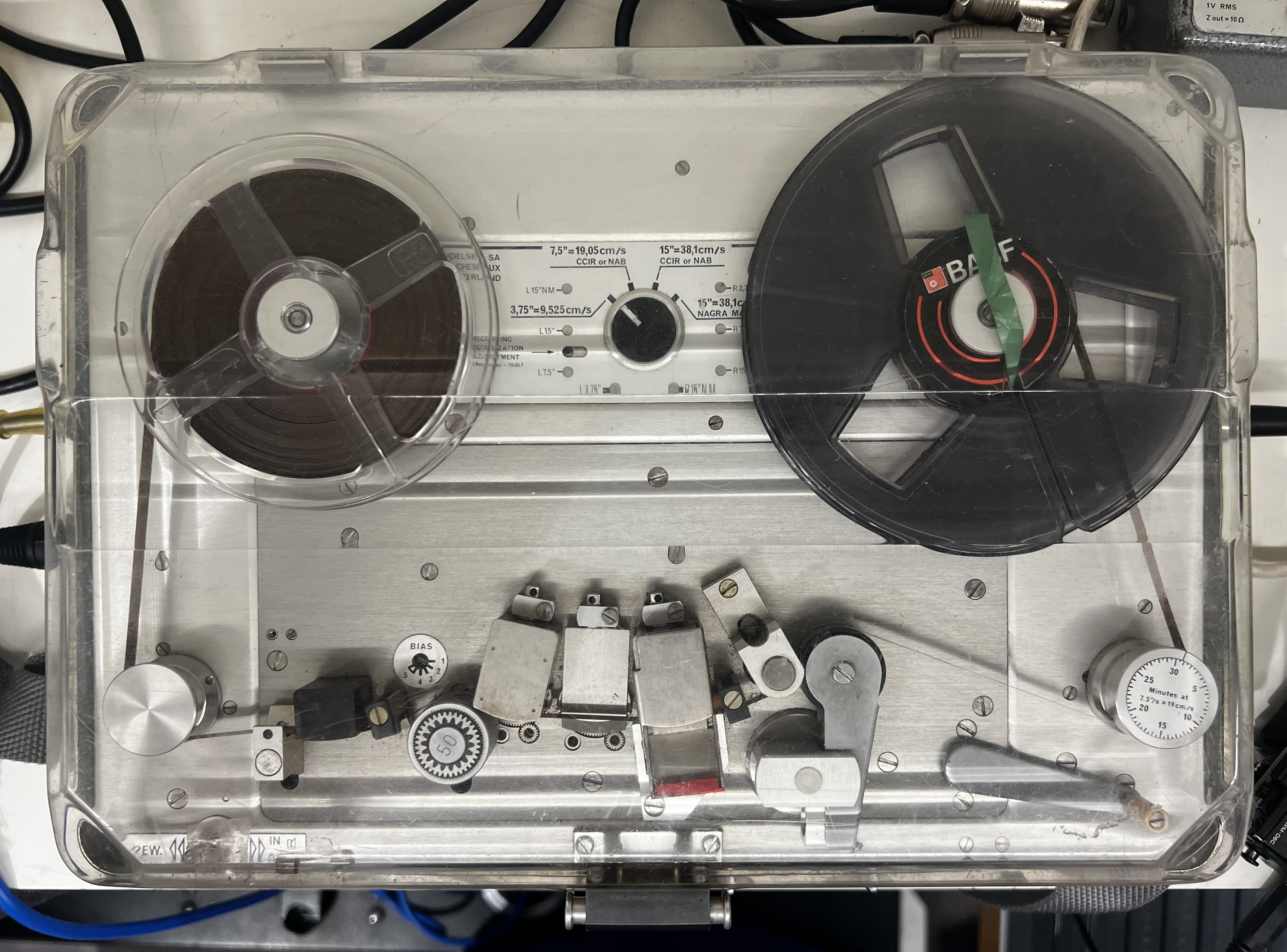
Nagra IV-S panel górny - na wystawie w Centrum Edukacji Medialnej w Katowicach

Kolejne modele magnetofonów i profesjonalnych rejestratorów dźwięku były przez cztery dziesięciolecia – do lat 90 XX w. liderami rynku; oznaczenia liczbowe i literowe przy nazwie Nagra definiowały kolejne generacje tych urządzeń.
- Nagra – Prototyp magnetofonu, przewidziany raczej do sterowania maszynami, ale użyteczny także do nagrań głosowych, opracowany w 1951 i nagrodzony w Lozannie w 1952.
- Nagra III – Model tranzystorowy z 1957.
- Nagra III NP – Pierwszy z typów przeznaczonych do pracy na planie filmowym, 1962.
- Nagra IV-L – Wersja monofoniczna z dwoma wejściami mikrofonowymi i wbudowanym ogranicznikiem zapobiegającym przesterowaniu, 1968
- Nagra 4.2 – Wersja jak IV-L, ale z dodanym zasilaniem mikrofonów i wbudowanym korektorem graficznym, 1972. W latach 80 XX w. uzupełniono go o możliwość nagrywania dodatkowych synchronizujących sygnałów kodujących na potrzeby telewizji.
- Nagra IV-S – Nagra Stereo, nagrywająca w systemie dwuścieżkowym wyposażona była w podwójne potencjometry do regulacji poziomu nagrania, korektory graficzne i ograniczniki. Wprowadzona w 1971, z kwarcowym generatorem tonu pilotowego; od 1984 w wersji IV-STC (Stereo Time Code) z możliwością pracy z sygnałami kodującymi dla telewizji.

Prócz powyższych, Kudelski produkował również urządzenia Nagra T-Audio do przenoszenia sygnału dźwiękowego we współpracy z urządzeniami telerecordingu przetwarzającymi zapis filmowy na sygnał telewizyjny. Urządzenia te wykorzystywane były najczęściej do produkcji telewizyjnych programów informacyjnych. 
Wymienione powyżej wersje magnetofonów Nagra wykorzystywały standardową ćwierćcalową taśmę magnetofonową. Na potrzeby służb specjalnych, na zamówienie administracji J.F. Kennedy’ego produkowana była również zminiaturyzowana wersja szpulowych magnetofonów Nagra, oznaczana symbolem SN (Série Noire – „Seria Czarna”), wykorzystująca taśmę o dwukrotnie mniejszej szerokości – 1/8”.
- Nagra SNN – monofoniczny jednościeżkowy
- Nagra SNS – monofoniczny dwuścieżkowy
- Nagra SNST – stereofoniczny, z racji ograniczeń technicznych przeznaczony jednak raczej do pracy w systemie nagrywania dwóch różnych źródeł z dwóch odrębnych mikrofonów, niż do prawdziwej stereofonii
- Nagra SNST-R – stereofoniczny, hi-fi.

Nagra IV-STC pozostawała w branży rejestratorów dźwięku standardem do połowy lat 90 XX w., gdy rozwój technik cyfrowych (DAT) osiągnął już poziom pozwalający urządzeniom cyfrowym konkurować z analogowymi. Firma Kudelskiego opracowała w związku z tym dwa modele rejestratorów cyfrowych:
- Nagra D – czterokanałowy rejestrator audio wykorzystujący modulację impulsowo–kodową (PCM). W odróżnieniu od techniki DAT wykorzystującej kasety, Nagra D dokonuje zapisu cyfrowego na taśmach szpulowych. To rozwiązanie i duży ciężar rejestratora spowodowały, że urządzenia te nie cieszyły się dużą popularnością. Mimo to, przy użyciu Nagra D lub nowszej jego wersji, 24-bit/96 kHz Nagra DII zrealizowanych zostało wiele głośnych produkcji filmowych. Urządzenie wychodzi jednak z użytku.
- Nagra V – 2-kanałowy cyfrowy rejestrator dźwięku w technologii PCM, 24-bit/96 kHz, skonstruowany w oparciu o wymienny dysk twardy z możliwością pracy z sygnałami kodującymi dla telewizji. Dodatkową jego zaletą jest niewielka masa.